# Грир, Стивен Макон
Сти́вен Мэ́йкон Гри́р (англ. Steven Macon Greer; 28 июня 1955 года, Шарлотт, Северная Каролина, США) — американский уфолог, бывший практикующий врач, основатель Центра по изучению внеземного разума (англ. The Center for the Study of Extra-Terrestrial Intelligence, сокр. CSETI), проекта «Раскрытие» (англ. The Disclosure Project), который направлен на обнародование секретной информации об НЛО, ряда подобных уфологических проектов. Имеет учёную степень доктора медицины.

## Биография
Стивен Грир родился 28 июля 1955 года в городе Шарлотт, Северная Каролина, США. В 1987 году он защищает дипломную работу в Медицинском колледже Джеймса Х. Квиллена Университета Восточного Теннесси. В 1988 году заканчивает интернатуру Университета Северной Каролины, а в следующем, 1989 году получает медицинскую лицензию и начинает работу по специальности. Тогда же ему удаётся вступить в престижное сообщество профессиональных американских медиков — «Alpha Omega Alpha».
В 1995 году Стивен Грир возглавляет работу департамента неотложной медицинской помощи Мемориального госпиталя Колдуэлла.
В 1998 году он завершает врачебную карьеру и полностью посвящает себя проекту «Раскрытие» (англ. The Disclosure Project), то есть сбору и оглашению засекреченной информации об НЛО.

## Интерес к НЛО
Ещё в восьмилетнем возрасте Грир первый раз увидел летающую тарелку, что существенно повлияло на формирование его интересов. Кроме того, его родной дядя, по некоторым данным, был одним из создателей посадочного модуля, в котором Нил Армстронг спустился на Луну, поэтому о сюжетах с космической тематикой Грир слышал с детства.
В 1990 году Стивен Грир создаёт Центр по изучению внеземного разума (англ. The Center for the Study of Extra-Terrestrial Intelligence), задачей которого является подготовка общества к возможным контактам с внеземным разумом. Центр стал первым опытом по созданию ряда подобных организаций.
С 1993 года Стивен Грир активизирует поиски свидетелей и документов, касающихся НЛО. Он получает, например, свидетельство Стивена Лавкина, старшего помощника президента Эйзенхауэра, позже дослужившегося до бригадного генерала, который утверждал, что своими глазами видел обломки инопланетных летательных аппаратов. Другим образцом подобных находок является рассказ Джона Каллахана — третьего лица Федерального управления гражданской авиации при Рональде Рейгане, о встрече японского лайнера «Боинг-747» с НЛО над Аляской в 1986 году и о попытках «вести» объект при помощи радара. Каллахан расследовал этот случай по долгу службы. Правдивость подобных рассказов, по мнению Стивена Грира, гарантируется, в том числе, их совпадением со свидетельствами других бывших офицеров военной авиации, сотрудников ЦРУ, а также с правительственными документами.
Постепенно образовалась значительная коллекция материалов. Она включила более 120 часов звукозаписи свидетельств только лишь государственных чиновников, что, по мнению Грира, является исключительно надёжным. Всего коллекция насчитывает тысячи страниц текстов, подлинность которых якобы никем не оспаривается. Эти документы детально описывают НЛО, их передвижения и даже попытки их сбить или перехватить.
В 1993 году Стивен Грир создаёт проект «Раскрытие» (англ. The Disclosure Project), некоммерческую научно-исследовательскую структуру, ориентированную на информирование общественности о предположительно засекреченных правительственных сведениях об НЛО и инопланетянах, их средствам получения энергии и транспортным устройствам. Проект объединяет учёных, специалистов НАСА, астронавтов (например, Эдгара Митчелла), представителей других профессий, которые занимаются сбором материалов, подтверждающих реальность НЛО. Первоначально проект финансировался Лоуренсом Рокфеллером.

### Теория заговора
В ходе уфологической деятельности Стивен Грир склонился к мысли, что в современных США корпоративные, индустриальные, военные и финансовые интересы — тот самый хвост, который вертит собакой. По его утверждению, хорошо финансируемые проекты изучения НЛО существуют не одно десятилетие. Уже давно найдена технология движения НЛО, как и то, что давно нет нужды в ископаемых энергоносителях, вроде нефти, газа, угля и даже ядерной энергии. То есть в случае обнародования полученных знаний, владельцев традиционных источников энергии ждёт полное разорение. Такая перспектива, по мнению Грира, и является причиной, своего рода, мирового заговора умолчания.

## Популяризация сведений об НЛО
Значительная часть усилий Стива Грира направлена на популяризацию собранных им сведений об НЛО. Для этого используются все возможные способы. Так, например, в октябре 1994 года Грир появился в шоу Ларри Кинга, которое было посвящено теме утаивания правительством США контактов с представителями инопланетных цивилизаций, в 1997 году, совместно с рядом других членов Центра Изучения Внеземного Разума (CSETI), включая астронавта Эдгара Митчелла, организовал брифинг для членов Конгресса США.
Кроме различных публицистических статей, Стивен Грир является автором четырёх книг:
- Extraterrestrial Contact: The Evidence and Implications (1999);
- Disclosure: Military and Government Witnesses Reveal the Greatest Secrets in Modern History (2001);
- Hidden Truth: Forbidden Knowledge (2006);
- Contact: Countdown to Transformation (2009).

Также, в 2012 году, в рамках реализации своего очередного уфологического проекта «Орион» (англ. The Orion Project), он выиграл грант от Kickstarter для создания документального фильма «Сириус», посвящённого НЛО, гуманоиду Атакамы и подобным проблемам. Фильм вышел в 2013 году.

## Фильмы
- «Процветание: Готова ли к нему Земля?» 2011 год
- «Хроники НЛО: Что чего не знает Президент» 2013 год
- «Сириус» 2013 год
- «Непризаные» 2017 год
- «Близкие контакты пятой степени» 2020 год
- «Космический обман: Разоблачение» 2021 год
- «Потерянный век и как его вернуть» 2023 год